# パティ・ケイク$
パティ・ケイク$（‐ケイクス、英:Patti Cake$）は、2017年の青春・音楽・ドラマ映画。ジェレミー・ジャスパー初監督長編作品。

## あらすじ
ニュージャージーで酒に溺れる母、介護の必要な祖母と暮らす23歳のパティは、憧れのラップ歌手O-Zのように音楽での成功を機に地元から出てゆくことを夢見ていた。しかし彼女は仕事も金もなく、その肥満体のせいで「ダンボ」とあざ笑われたこともあった。
ある日、駐車場で行われていたラップバトルに参加し、相手を打ち負かした彼女は、もう一度夢に向かって歩みだしていく。そんな時、正式なオーディションに参加できるチャンスが彼女の元に舞い込んで来る。

## キャスト
括弧内は日本語吹替版キャスト。
- パティ･･･ダニエル・マクドナルド(渡辺明乃)
- バーブ･･･ブリジット・エバレット(堀越真己)
- ジェーリ･･･ジッタルタ・ダナンジェイ(粟野志門)
- バスタード･･･ママドゥ・アティエ(高橋貴城)
- ナナ･･･キャシー・モリアーティ(藤生聖子)
- ダニー･･･マッコール・ロンバーディ
- レイ･･･ニック・サンダウ
- スラズ･･･パトリック・ブラーナ

## 評価
この作品は、批評家から一般的に肯定的な評価を受けている。Rotten tomatoesは、132のレビューに基づいて83％の支持率を示し、6.6 / 10の評価となった。サイトの要約は、「Patti Cake $は数多くの予測可能なビートに当たっているが、ダニエル・マクドナルドのような新鮮な要素が足りない」となっている。 Metacriticでは、映画は、37の批評家に基づいて、100のうち67のスコアで、「全体的に好ましいレビュー」を示している。

## リリース
2017年1月23日にサンダンス映画祭で初演されたこの作品は、フォックス・サーチライト・ピクチャーズにより配給権が950万ドルで買収された。これは「ビッグ・シック ぼくたちの大いなる目ざめ」を買収したアマゾン・スタジオズの1200万ドルに次いで2番目に高い取引である。

## 制作
- 劇中に登場する音楽は、監督であるジェレミー・ジャスパーのオリジナル[7]。